# C.F. Rønne
Christian Frederik Rønne, kendt som C.F. Rønne (født 2. oktober 1798, død 13. august 1890), var en dansk præst, som var den første formand for Indre Mission fra 1861 til 1881.